# 托斯特 (北卡羅萊納州)
托斯特（英語：Toast）是位於美國北卡羅萊納州薩里縣的普查規定居民點。

## 人口
根據2020年美國人口普查的數據，托斯特的面積為3.94平方千米，當中陸地面積為3.91平方千米，而水域面積為0.03平方千米。當地共有人口1423人，而人口密度為每平方千米361.17人。